# Kecamatan Pandeglang
Kecamatan Pandeglang är ett distrikt i Indonesien.   Det ligger i provinsen Banten, i den västra delen av landet, 80 km väster om huvudstaden Jakarta.